# Кашине Форначе (Алесандрија)
Кашине Форначе је насеље у Италији у округу Алесандрија, региону Пијемонт.
Према процени из 2011. у насељу је живело 30 становника. Насеље се налази на надморској висини од 145 м.